# Plejl
 For alternative betydninger, se Plejl (våben).
En plejl er et håndredskab til sædens aftærskning.
Plejlen består af to hoveddele, slaglen (norsk slagvol) og plejlskaftet (håndstokken, handelen, norsk handvol). Disse to dele er forbundne ved hilden, et slags hængsel af læder, som er således indrettet, at slaglen ved brugen frit kan svinge op og ned, uden at dog tærskemandens herredømme over svingningens retning derved mistes.
Slaglen må være af sejt og stærkt træ, der tillige er noget elastisk; dens længde er 100—110 cm, dens tværsnit er rektangulært med let afskårne kanter, bredden og tykkelsen tager jævnt til fra oven, hvor den ved hilden er forbunden med skaftet, og til den nederste ende, hvor den omtrent er 5 cm bred og 3 cm tyk. Plejlskaftet, der ligeledes er af træ, er lidt længere end slaglen, cylindrisk og ganske lige, det må være stift og stærkt. Dets diameter er omtrent 2½ cm.
Ved brugen fattes plejlskaftet med begge hænder, og gennem dette og hilden sættes slaglen i sving fra neden bagud op forbi siden af brugeren og over dennes hoved, her bevæger den sig altså fremad og senere nedad, så at den med kraft kan ende på den på gulvet udbredte sæd, der skal tærskes. Slagets kraft forøges ved, at tærskemanden under nedsvinget med den forreste hånd lægger forøget vægt på skaftet. Der hører en del øvelse til at bruge en plejl på den rette måde, så at slaget både med fynd rammer, hvor det skal, og der dog ikke ødsles med kraften.
Når to skal tærske sammen, må arbejdet ske i takt således, at de skiftevis rammer omtrent på samme sted af den på gulvet udbredte sæd; dog må slagretningerne krydse hinanden, hvorved virkningen forøges, lige som det også derved lettest undgås, at de rammer hinanden eller hinandens redskaber. Tærsker flere sammen, må alligevel helst to og to følges ad som ovenfor nævnt, men det hele bør ske i samlet takt. Selv om der derfor er mange, hører man kun fra loen disse taktfaste, noget dumpe slag, blot noget stærkere, jo flere der arbejder. I ældre tid, inden tærskemaskinerne kom i brug, hvor det altså var langt hyppigere, at mange tærskede sammen, ledsagedes ikke så sjælden plejltærskningen af en violin eller et andet instrument, som så naturligvis spilledes i takt med tærskningen. Plejltærskning anvendes dels i de små brug, hvor avlen er så lille, at det ikke betaler sig at have tærskemaskine, og dels også i de større brug, når man har særlig anledning til at skåne strået, som fx når det skal bruges til langhalm, da maskintærsket halm som regel er meget mere brækket og uredt end den plejltærskede.